# Čiovo
Pour les articles homonymes, voir Bua.
Čiovo (en italien, Bua) est une île de Croatie situé dans le comitat de Split-Dalmatie. Čiovo a une superficie de 28,8 km² et comptait 6072 habitants lors du recensement de 2001.

## Géographie
Čiovo est située en Dalmatie centrale, protégeant les villes de Trogir et de Kaštela. Au Sud-Est, Čiovo est distante de deux kilomètres du cap de Marjan et, au nord, elle est reliée au continent par un pont à bascule dans le centre de la ville de Trogir qui s'étend à la fois sur l'ile et sur le continent. Un nouveau pont relie l'ile au continent depuis l'été 2018.

## Population
En plus de Trogir qui s'étend en partie sur l'île, on compte les villages de Arbanija, Žedno, Okrug Gornji, Okrug Donji, Slatine et Prizidnica.